# Ewa Strömberg
Ewa Strömberg (nacida como  Eva Louise Hägglund) (13 de enero de 1940 – 24 de enero de 2013) fue una actriz sueca que participó en un total de veinticinco películas entre finales de la década de 1950 y 1970.

## Biografía
Ewa Strömberg comenzó su carrera cinematográfica en Suecia, apareciendo en algunos papeles secundarios entre 1959 y 1967. En Alemania hizo diversas películas del género exploitation. Participó en tres películas de terror firmadas por Alfred Vohrer Der Mönch mit der Peitsche (1967), Im Banne des Unheimlichen (1968) y Der Mann mit dem Glasauge (1969) y en comedias eróticas, tales como Erotik auf der Schulbank (1968), Zum zweiten Frühstück: Heiße Liebe (1972) o Hochzeitsnacht-Report (1972).
Trabajó bajo la dirección de veteranos del cine alemán como Wolfgang Staudte Heimlichkeiten (1968) o Robert Siodmak Kampf um Rom I (1968) y Kampf um Rom II - Der Verrat (1969), en las que compartió elenco con Orson Welles, Sylva Koscina y su compatriota Harriet Andersson. 
Su colaboración con Jesús Franco le permitió acceder al status de vedette de serie B. Con el cineasta español trabajó en varias películas, entre las que pueden citarse Vampyros Lesbos (1971) y El diablo que vino de Akasawa (1971).

## Filmografía (selección)
- Ryttare i blått (1959)
- Raggare!  (1959)
- Il Diavolo (1963)
- Ett sommaräventyr (1965)
- Brille und Bombe - Bei uns liegen Sie richtig! (1966)
- Mördaren - en helt vanlig person (1967)
- Der Mönch mit der Peitsche (1967)
- Im Banne des Unheimlichen (1968)
- Erotik auf der Schulbank, sketch Fantasie (1968)
- Heimlichkeiten (1968)
- Kampf um Rom I (1968)
- Kampf um Rom II - Der Verrat (1969)
- Der Mann mit dem Glasauge (1969)
- Die Hochzeitsreise (1969)
- Vampyros Lesbos (1971)
- Sie tötete in Ekstase (1971)
- El diablo que vino de Akasawa (1971)
- X312 - Flug zur Hölle (1971)
- Dr. M schlägt zu (1972)
- Zum zweiten Frühstück: Heiße Liebe (1972)
- Hochzeitsnacht-Report (1972)